# マラク

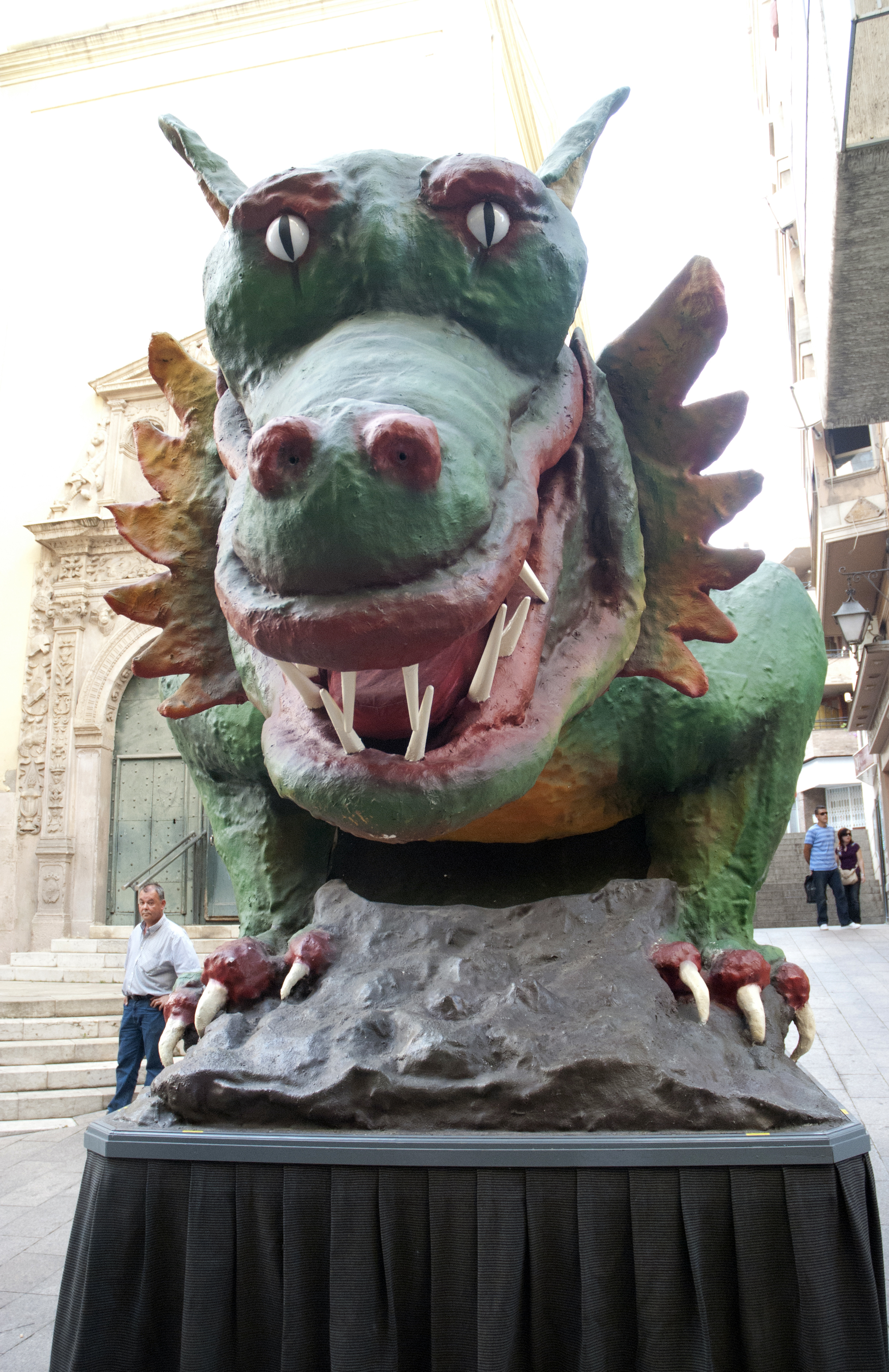
リェイダのマラッコ

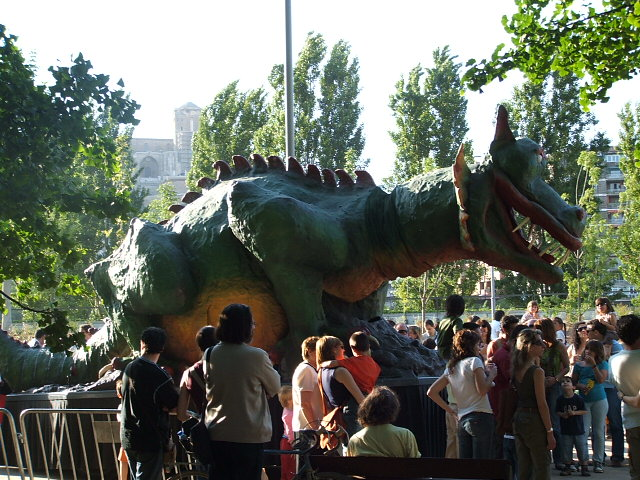
同マラッコの側面

マラッコ（カタルーニャ語: Lo Marraco; 西カタルーニャ語: [maˈrako]）はカタルーニャ西部リェイダの町の伝承上の竜、あるいは子供が怖がる魔物の一種。人間を一呑みにしてしまう大きな口をもっている、などと児童に言い聞かせる。
20世紀初頭、リェイダ市の大祭で山車（フロート車）として行列に参加し街を練り歩く恒例行事となり、その山車の模型によって緑色の無翼竜のような具体的な図像が定着した。
最初はパレードで子供を飲み込み後尾から排出するようにみせかける仕掛けだったが、これは改造車（牽き回しでなく、運転できる自動車仕様）ではできなくなり、代わりに首を動かしたり、眼光を光らせたり、鼻から煙を出したり、咆哮の音を出す、というような細工が加わった。
東部（標準語）の発音では「マラック」ないし「マラク」（東カタルーニャ語: [məˈraku]）となる。

## 語釈
標準カタルーニャ語（東カタルーニャ語）では marraco は「マラック/マラク」（IPA: [məˈraku]）と発音されるが、標準語は東カタルーニャ語系統であり、伝承がつたわる現地方言ではない。西部リェイダ市で話される西カタルーニャ語系統では、「マラッコ/マラコ」（IPA: [maˈrako]）という発音になる。

## 語源
この marracoが、 '竜'を意味するバスク語に由来するという、ひとつの主張がある。
一方、カタルーニャ語で marraco は、鮫の一種（とくにLamna nasus ニシネズミザメ）の意味も持ち、その バスク語の同根語 marraxo '鮫'は、スペイン語 marrajo の借用であるという見解が言語学者からは出されている。
カタルーニャ語で '鮫'を意味する marraco は marranxo とも綴られ、カスティーリャ語 marrajo 、ポルトガル語 marraxo 等と同源語である。アンダルシア方言のスペイン語でも用例があるが、ペドロ・デ・バルデラマ神父（1550–1611年）の記述によれば "marraxo"はクジラ、アザラシ、竜などと同様な「巨魚」の一種だという。

## 伝説の経緯

### 起源説
リェイダ地方土着の民俗は、紀元前5世紀の太古の時代から、この竜をトーテムとして扱っていた、との主張がされている。 すなわち当時この地域に居住していたイレルゲテス族は、その族長を竜（マラッコ）の子孫としてあがめたてまつったのだという。
この起源説を掲載する書物によれば、そのマラッコとは"翼を欠く緑色の怪物で、鋭い牙とねじれた鼻づらを持ち、口からは火を吐くとされる"としている。しかし太古よりそうした伝承が受け継がれたわけではないとされており、そもそもマラッコの色などを語る民話は存在せず、"この空想上の怪物の形や色が"具現化されたのは、1907年、その模型がパレード用の山車（フロート車）として作成されたことに拠る、と解説されている。
この竜型の小道具（上の写真、または上掲書のイラスト参照）は、車両に搭載されていて動く。鼻から煙を放つ細工がされたりもしたが、イベリア半島の他の町の竜のような火を吐く仕掛けは備えられなかった。

### 中世から近世
中世の頃から ジェガンツ（カタルーニャ語: gegants; 単数形 gegant; スペイン語: gigante, 別名 gigantón）という大型人形が、巨人や小人、怪物の姿で聖体の祝日に街を練り歩くのがカタルーニャ各地の都市の風習であった。
幾つかの都市ではタラスカという怪物が使われ、バルセロナ（ほかタラゴナ、レウス、バルス）では「ムラッサ」、トゥルトーザでは「 クカフェラ」、ビラフランカ・ダル・パナデスでは「ドラク（竜）」（drac）がそれぞれあり、カタルーニャのマラッコに相当する大型人形として列挙されている。
近世に入ると、リェイダ市のマラッコの原型と見られるドラク（竜）山車が、同市の聖母被昇天祭の行列（パレード）で引き回されるようになった（1551年） 。この竜は、画家のGK ジョアン・ヒメネス（Joan Giménez）が彩色をおこなった。また、1671年に総評議会がドラク（ drach）竜の作成を命じ、行列に加えさせたという記録があるが、これもまたマラッコの前身であろうと考察されている。

### 怖い魔物の伝承
大人が子供に、いいつけを守らないと怖い魔物が来るとたしなめることはどこでもある風習だが、カタルーニャ語ではそうした魔物の総称をエスパンタマイナーデス（カタルーニャ語: espantacriatures; '子供たちを怖がらせる（もの）'の意）という総称で呼ぶ。リェイダ市では昔からマラッコその '子供たちを怖がらせる'魔物の役を果たしてきたのだといわれる。恐怖をあおるため、＜子供なんて、まるごと一口で飲み込む大きさだぞ＞、と 語り聞かせるのだという。

### 20世紀
実際に「リェイダのマラッコ（Lo Marraco de Lleida）」と呼ばれるしろものは、1907年に初めて、パレード用の山車として作成されたもので、その後もこのマラッコの複製版・改作版が、主要な催事で用いられてきた。聖体の祝日や、聖アナスタシの命日5月11日などにマラッコの披露目がおこなわれる。2020年には聖ゲオルギオスの日に出動した。
マラッコの初号機は、1907年–1912年までは、毎年その活躍を見せていたが、1915年がその最後の出番となった。これは車輪付で、すなわち霊柩馬車に搭載されていた 。あるとき大祭（聖アナスタシの日）直前となって、その木造の骨組みを覆う元のしっくい塗装が雷雨で破損したため、急遽、耐熱紙に貼り換えてしのいだことがある。
初号機は、口から子供を飲み込み、後尾から排出するような演出ができるように細工されていた（これはビルバオ市の夏祭り週間セマナ・グランデにおけるガルガントゥアと似たからくりであると指摘される）
。
しばらくマラッコが出動されない年月が過ぎ、1941年になって代わりの2号機が製作されたが、この竜は、トラックのシャーシに搭載した石膏像（しっくい、ワイヤー骨格）であり、重量過多のため多人数でないと牽きまわすことができず、そのうち使用されなくなった。
1957年には、新たなマラッコをリェイダ市庁が発注、 リュイス・ドメネク・トーレス（Lluís Domènech Torres、1911–1992年）のデザインで完成された。この新型は、車両シャーシに載せただけでなく、エンジン付で運転可能であった（その代わり、頭部から子供を飲み込む仕掛けは廃せねばならなくなった）。運転手が発進させて市中を乗り回し、首を振ったり、頭部や顎を動作させる操縦員2名が乗り込む方式である。眼が光る仕掛けになっており、恐ろしい咆哮も発することができた（磁気テープ録音をスピーカー拡声して出力）、鼻から煙が出るようになっていた。カタルーニャの他の都市のパレード怪物のようなパイロテクニクス（火炎放射）はないかわりに、 その巨大さで観客を魅了する。
現今のマラッコは、1957年のデザインで1993年に再制作されたもので、旧型は金属網に漆喰を被せたものだったが、ガラス繊維強化プラスチック）素材で再現することにした。子の竜もまた車両に搭載されており、自動車のように運転可能である。寸法は全長8.5m、幅2.9m、高さ3.75mというのが、市庁が公開する数値である。